# Duch mumii
Duch mumii (ang. The  Mummy's Ghost) – amerykański film grozy z 1944, będący kontynuacją filmu Grobowiec mumii z 1942.

## Opis fabuły
Potężny egipski kapłan udaje się do USA, by odzyskać ciało księżniczki - Ananki i jej ożywionego strażnika - mumii Kharisa. Okazuje się, że duch Ananki wcielił się w osobę żyjącą - piękną Egipcjankę podobną do Ananki. Kapłan porywa wówczas kobietę. Problem pojawia się, kiedy traci władzę nad mumią Kharisem.

## Obsada
- Lon Chaney Jr. - Kharis
- John Carradine - Yousef Bey
- Robert Lowery - Tom Hervey
- Ramsay Ames - Amina Mansori / Ananka
- Barton MacLane - inspektor Walgreen
- George Zucco - kapłan Andoheb
- Frank Reicher - profesor Norman